# 山川晴重
山川 晴重（やまかわ はるしげ）は、安土桃山時代の武将。結城氏の家臣。

## 略歴
山川氏は結城氏庶流で下総国の国人。戦国期に結城氏が内部分裂などで勢力を弱めると他の庶家と同様、独自性を強めたが、結城氏の勢力が回復すると、再びその傘下となった。上杉謙信と後北条氏が関東の覇権を争うようになると、主家である義伯父・結城晴朝が後北条氏に従う一方で、山川氏は上杉謙信に従い、北条氏と戦った。のちに結城氏も反北条陣営に参加し、山川氏と行動を共にするようになる。
永禄9年（1566年）、山川氏重の子として誕生。一説によると、父・氏重の姉妹は結城晴朝の室とされ、晴朝より偏諱を受けて晴重と名乗る。
天正5年（1577年）、北条氏が結城氏・山川氏に攻撃を仕掛ける。これに対し結城・山川の両氏は、宇都宮氏・佐竹氏・那須氏と連合して対抗、撃退に成功する。天正18年（1590年）、豊臣秀吉が後北条氏を降し、関東諸将の所領を安堵。晴重も所領を安堵された。同年11月、陸奥国で起こった葛西大崎一揆鎮圧の為に徳川家康より出兵を命ぜられ、結城秀康に従い陸奥へ出陣。
天正20年（1593年）、死去。子・朝貞の代である慶長5年（1600年）、関ヶ原の戦いにおいて、結城秀康は会津の上杉景勝による関東侵攻を防いだ功績により、越前国に加増転封された。これに伴い、慶長6年（1601年）、朝貞は秀康と共に越前に移った。